# 桃の絵文字
桃の絵文字（もものえもじ、🍑）は、ピンクオレンジ色の桃をモチーフにした絵文字である。Facebook、Twitter、InstagramなどのSNSサイトでナスの絵文字と並んで最もよく使用されている絵文字の一つである。外観が尻に見えるため、尻を婉曲的、暗示的に示す絵文字として使用されやすい。また、稀に女性器を指す場合もある。

Twitterの桃の絵文字

## 開発経緯
もともとはau by KDDI独自の絵文字セットに含まれていた物であり、2010年にUnicode6.0で、ソフトバンクモバイル、au by KDDI、およびNTTドコモの絵文字セットの一部に含まれていた。2010年代前半には絵文字の世界的な人気が爆発的に高まった。絵文字の最初のバージョン（Emoji 1.0）が2015年に公開されて以来、桃の絵文字は絵文字の Unicode技術標準に含まれている。

## SNSでの使用と文化的な影響
桃の絵文字は、尻や女性器を指すセクスティングで一般的に使用されており、アメリカ合衆国では一般的である。
絵文字は尻を指す為に使用されるが、Twitterやその他のSNSサイトでアメリカ合衆国の大統領の弾劾または罷免への希望という意味も含まれている。性的な文脈での桃の絵文字の一般的な使用法に基づいて、Emojipediaは、絵文字は陰茎を指すために使用されるナスの絵文字「🍆」と対になっていると指摘している。2019年のトランプ大統領に対する弾劾中、桃の絵文字は"impeachment"（弾劾）を"im🍑ment"と表現するために使用された。しかし、クリスチャン・サイエンス・モニターは、桃と弾劾は語源的に関連していないと指摘している。

## 反響
2015年、ヴァイスは外陰部の絵文字の「有力候補」であると主張した。ザ・ヴァージは2021年に、桃の絵文字が新しい泡の絵文字に加わるのは「素晴らしい」と述べた。
2016年、Appleは桃の絵文字を復活させ、尻に似ないようにデザインし直そうとした。一部のファンは後に絵文字の復活を称賛したが、これは主にパブリックベータ版での反発であり、Appleは公式発表前に当初の決定を緊急に覆した。2019年4月、Facebookと Instagram の両方が、ナスや桃の絵文字やその他の「忌まわしい性的発言」を禁止した。

## 符号位置
| 記号 | Unicode | JIS X 0213 | 文字参照 | 名称 |
| ---- | ------- | ---------- | -------- | ---- |
| 🍑   | U+1F351 | -          |          | モモ |